# Jerzy Skolimowski (remer)
Jerzy Skolimowski   (Łuków, 9 de desembre de 1907 - Londres, 12 de febrer de 1985) va ser un remer polonès que va competir durant les dècades de 1920 i 1930.
El 1928 va prendre part en els Jocs Olímpics d'Amserdam, on quedà eliminat en sèries en la prova del vuit amb timoner del programa de rem. Quatre anys més tard, als Jocs de Los Angeles, disputà dues proves del programa de rem. Guanyà la medalla de plata en la competició del dos amb timoner, formant equip amb Jerzy Braun i Janusz Ślązak; i la de bronze en la prova del quatre amb timoner, formant equip amb Jerzy Braun, Stanisław Urban, Edward Kobyliński i Janusz Ślązak. En aquests Jocs també disputà les proves de pintura de la competició d'art. El 1936, a Berlín, disputà els seus tercers i darrers Jocs Olímpics. Disputà les proves del dos i quatre amb timoner, en les que quedà eliminat en sèries.
En el seu palmarès també destaca una medalla de plata al Campionat d'Europa de rem.
Durant la Segona Guerra Mundial va lluitar en la Campanya de Polònia i posteriorment es va unir a les forces poloneses a l'exili. En acabà la guerra emigrà a Anglaterra, on morí el 1985.